# 施泰因富特县
施泰因富特县（德語：Kreis Steinfurt）是德国北莱茵-威斯特法伦州北部的一个县，隶属于明斯特行政区，首府施泰因富特。该县于1975年通过行政改革由老施泰因富特县、泰克伦堡县外加明斯特县的一部分合并而成。

## 地理

### 周边市县
向北施泰因富特县与下萨克森州的本特海姆伯国县和埃姆斯兰县相邻，向东与奥斯纳布吕克市和奥斯纳布吕克县相邻，向南与瓦伦多夫县、明斯特市和科斯费尔德县相邻，西部与博尔肯县相邻。

### 行政区划
施泰因富特县分14个镇和10个城市。

### 交通
施泰因富特县境内有七条铁路通向周边各处。

## 历史
施泰因富特县的官方成立日期为1816年8月10日。当时的施泰因富特县比今天的小。
县成立后由于普鲁士法令的变化县的组织法也于1827年7月13日、1850年3月11日、1852年6月19日和1881年3月19日多次发生变化。
1925年10月7日引入比例代表制，1925年11月29日县议会选举时首次使用。德国中央党获19席，为该县最强党派。
纳粹党专政前的最后一次自由选举是在1933年3月12日举行的，当时纳粹党在施泰因富特县还没有立足，中央党获得17席，纳粹党仅6席。但是此后不久纳粹党开始专政，所有合法被选举的机构全部被废弃。1934年不是纳粹党党员的县长被解雇。
1946年4月1日第二次世界大战后英国军政府在施泰因富特县开始掌权并颁布了新的管理制度。
此后县内又进行了一些小的行政区域改革。
从1971年开始北莱茵-威斯特法伦州开始考虑大规模的行政区域改革。1974年5月8日讨论结束，1975年1月1日实施。原来的施泰因富特县和特克伦堡县合并，并吸收了被解散的明斯特县的一个镇。